# Chaetexorista claripennis
Chaetexorista claripennis är en tvåvingeart som först beskrevs av Louis-Paul Mesnil 1952.  Chaetexorista claripennis ingår i släktet Chaetexorista och familjen parasitflugor.
Artens utbredningsområde är Kongo. Inga underarter finns listade i Catalogue of Life.